# The Beast on the Road
The Beast on the Road è stato un tour della band heavy metal Iron Maiden, in presentazione del loro album The Number of the Beast, uscito nel 1982.

## Notizie generali
Con l'arrivo di Bruce Dickinson, ex-cantante dei Samson, gli Iron Maiden furono in grado di superare con successo la perdita di Paul Di'Anno e registrarono il loro album più riuscito fino a quel momento, The Number of the Beast, arrivando addirittura a guadagnare alte posizioni nelle classifiche nazionali con il singolo Run to the Hills. Alla band non mancò certo la pubblicità dopo l'uscita di questo album, dato che molte correnti musicali li etichettarono come satanisti. Nonostante questo, il pubblico mostrò di apprezzare molto il nuovo cantante Dickinson, che aveva un'ottima presenza scenica in aggiunta alla sua notevole estensione vocale. Questo tour sarà l'ultimo tour di Clive Burr, che lascerà il gruppo per il troppo stress e verrà sostituito da Nicko McBrain.
Questo tour fu l'ultimo in cui i Maiden si presentarono come gruppo di supporto per altre band. Durante il tour, infatti, gli Iron Maiden aprirono i concerti per i Rainbow, UFO, 38 Special, Scorpions, Foreigner e Judas Priest. Alcuni concerti dei Maiden furono aperti dai The Rods, Girlschool, Blackfoot, Trust e Vandale.

## Date e tappe

### The Beast On The Road UK (febbraio/marzo 1982)
| Data       | Città                      | Luogo                   |
| ---------- | -------------------------- | ----------------------- |
| 25/02/1982 | Dunstable, Inghilterra     | Queensway Hall          |
| 26/02/1982 | Huddersfield, Inghilterra  | Huddersfield University |
| 27/02/1982 | Wolverhampton, Inghilterra | Huddersfield University |
| 28/02/1982 | Hanley, Inghilterra        | Victoria Hall           |
| 01/03/1982 | Bradford, Inghilterra      | St George's Hall        |
| 03/03/1982 | Birmingham, Inghilterra    | Royal Court Theatre     |
| 04/03/1982 | Manchester, Inghilterra    | Apollo Theatre          |
| 05/03/1982 | Leicester, Inghilterra     | De Montfort Hall        |
| 06/03/1982 | Birmingham, Inghilterra    | Birmingham Odeon        |
| 08/03/1982 | Portsmouth, Inghilterra    | Guild Hall              |
| 09/03/1982 | Oxford, Inghilterra        | New Theatre             |
| 10/03/1982 | Derby, Inghilterra         | Assembly Rooms          |
| 11/03/1982 | Bristol, Inghilterra       | Colston Hall            |
| 12/03/1982 | Bracknell, Inghilterra     | Leisure Centre          |
| 14/03/1982 | Glasgow, Scozia            | Apollo Theatre          |
| 15/03/1982 | Edimburgo, Scozia          | Playhouse Theatre       |
| 16/03/1982 | Newcastle, Inghilterra     | City Hall               |
| 17/03/1982 | Sheffield, Inghilterra     | City Hall               |
| 19/03/1982 | Ipswich, Inghilterra       | Gaumont Hall            |
| 20/03/1982 | Londra, Inghilterra        | Hammersmith Odeon       |

### The Beast On The Road Europe (marzo/aprile 1982)
| Data       | Città                          | Luogo                   |
| ---------- | ------------------------------ | ----------------------- |
| 22/03/1982 | Reims, Francia                 | Palais des Sports       |
| 23/03/1982 | Lilla, Francia                 | Palais St Sauveurs      |
| 24/03/1982 | Nogent-sur-Marne, Francia      | Pavillon Baltard        |
| 26/03/1982 | Lione, Francia                 | Palais D'Hiver          |
| 27/03/1982 | Clermont-Ferrand, Francia      | Maison des Sports       |
| 28/03/1982 | Nizza, Francia                 | Théatre de Verdure      |
| 30/03/1982 | Montpellier, Francia           | Palais des Sports       |
| 31/03/1982 | Tolosa, Francia                | Hall Comminges          |
| 02/04/1982 | Barcellona, Spagna             | Palacio de los Deportes |
| 03/04/1982 | Madrid, Spagna                 | Pabellón Real Madrid    |
| 04/04/1982 | San Sebastián, Spagna          | Velodrome               |
| 05/04/1982 | Bergerac, Francia              | Patinoire               |
| 06/04/1982 | Le Mans, Francia               | La Rotonde              |
| 07/04/1982 | Brest, Francia                 | Parc des Expositions    |
| 08/04/1982 | Poitiers, Francia              | Arenas                  |
| 09/04/1982 | Digione, Francia               | Maison des Sports       |
| 10/04/1982 | Grenoble, Francia              | Alp Expositions         |
| 12/04/1982 | Winterthur, Svizzera           | Stadthalle              |
| 13/04/1982 | Strasburgo, Francia            | Tivoli Hall             |
| 14/04/1982 | Nancy, Francia                 | Parc des Expositions    |
| 15/04/1982 | Mulhouse, Francia              | Salle des Fêtes         |
| 16/04/1982 | Évry, Francia                  | Agora                   |
| 17/04/1982 | Rouen, Francia                 | Parc Des Expositions    |
| 18/04/1982 | Bruxelles, Belgio              | Forest National         |
| 20/04/1982 | Hannover, Germania             | Niedersachsenhalle      |
| 21/04/1982 | Amburgo, Germania              | Messehalle 8            |
| 22/04/1982 | Bochum, Germania               | Ruhrlandhalle           |
| 23/04/1982 | Würzburg, Germania             | Kurachtalhalle          |
| 24/04/1982 | Norimberga, Germania           | Hemmerleinhalle         |
| 26/04/1982 | Monaco di Baviera, Germania    | Circus Krone            |
| 27/04/1982 | Heidelberg, Germania           | Rhein-Neckar-Halle      |
| 28/04/1982 | Francoforte sul Meno, Germania | Stadthalle              |
| 29/04/1982 | Stoccarda, Germania            | Sindelfinger Messehalle |
| 30/04/1982 | Düsseldorf, Germania           | Philipshalle            |

### Scorpions - Blackout Europe Tour (Maggio 1982)
| Data       | Città                  | Luogo         |
| ---------- | ---------------------- | ------------- |
| 01/05/1982 | Amsterdam, Paesi Bassi | Jaap Edenhall |

### Rainbow - Straight Between the Eyes US Tour (Maggio 1982)
| Data       | Città                   | Luogo                            |
| ---------- | ----------------------- | -------------------------------- |
| 11/05/1982 | Flint (Michigan)        | IMA Auditorium                   |
| 13/05/1982 | Grand Rapids (Michigan) | Welsh Auditorium                 |
| 14/05/1982 | Detroit (Michigan)      | Cobo Hall                        |
| 15/05/1982 | Kalamazoo (Michigan)    | Wings Stadium                    |
| 16/05/1982 | Fort Wayne (Indiana)    | Coliseum                         |
| 18/05/1982 | Toledo (Ohio)           | Toledo Sports Arena              |
| 20/05/1982 | Cincinnati (Ohio)       | Gardens                          |
| 21/05/1982 | Louisville (Kentucky)   | Memorial Auditorium              |
| 22/05/1982 | Richfield (Ohio)        | Richfield Coliseum               |
| 23/05/1982 | Indianapolis (Indiana)  | Convention Center                |
| 25/05/1982 | Merrillville (Indiana)  | Holiday Star Theater             |
| 26/05/1982 | Davenport (Iowa)        | Palmer College Alumni Auditorium |
| 29/05/1982 | Des Moines (Iowa)       | State Fairgrounds                |

### 38 Special - US Tour (giugno 1982)
| Data       | Città                  | Luogo                   |
| ---------- | ---------------------- | ----------------------- |
| 01/06/1982 | Atlanta (Georgia)      |                         |
| 02/06/1982 | Nashville (Tennessee)  |                         |
| 04/06/1982 | Birmingham (Alabama)   |                         |
| 05/06/1982 | Huntsville (Alabama)   |                         |
| 07/06/1982 | Knoxville              |                         |
| 08/06/1982 | Columbus (Georgia)     |                         |
| 09/06/1982 | Tallahassee (Florida)  |                         |
| 11/06/1982 | Memphis (Tennessee)    | Mid Hudson Civic Center |
| 12/06/1982 | Jackson (Tennessee)    |                         |
| 15/06/1982 | Little Rock (Arkansas) |                         |
| 16/06/1982 | Tulsa (Oklahoma)       |                         |
| 18/06/1982 | Shreveport (Louisiana) |                         |
| 19/06/1982 | Norman (Oklahoma)      |                         |

### The Rods(NYC)The Beast On The Road North America Tour (giugno 1982)
| Data       | Città                              | Luogo               |
| ---------- | ---------------------------------- | ------------------- |
| 22/06/1982 | Ottawa, Canada                     |                     |
| 23/06/1982 | Toronto, Canada                    | Massey Hall         |
| 24/06/1982 | Kingston (Ontario), Canada         |                     |
| 25/06/1982 | Québec, Canada                     | Quebec Coliseum     |
| 26/06/1982 | Montréal, Canada                   | Verdun Auditorium   |
| 29/06/1982 | New York, Stati Uniti d'America    | Palladium           |
| 30/06/1982 | Long Island, Stati Uniti d'America | North Stage Theater |

### Scorpions - Blackout North America Tour (luglio/agosto 1982)
| Data       | Città                                          | Luogo                             |
| ---------- | ---------------------------------------------- | --------------------------------- |
| 02/07/1982 | Chicago (Illinois), Stati Uniti d'America      | Circus Pavilion                   |
| 03/07/1982 | Buffalo (New York), Stati Uniti d'America      | Richfield Coliseum                |
| 04/07/1982 | East Troy (Wisconsin), Stati Uniti d'America   | Alpine Valley Music Theater       |
| 06/07/1982 | Danville (Illinois), Stati Uniti d'America     | Danville Civic Center             |
| 07/07/1982 | Cedar Rapids (Iowa), Stati Uniti d'America     | Five Seasons Arena                |
| 09/07/1982 | Saint Louis (Missouri), Stati Uniti d'America  |                                   |
| 10/07/1982 | Kansas City (Missouri), Stati Uniti d'America  |                                   |
| 11/07/1982 | Des Moines (Iowa), Stati Uniti d'America       |                                   |
| 14/07/1982 | Salt Lake City (Utah), Stati Uniti d'America   |                                   |
| 16/07/1982 | Seattle (Washington), Stati Uniti d'America    | Hele Pavilion                     |
| 17/07/1982 | Anaheim (California), Stati Uniti d'America    | Anaheim Stadium                   |
| 18/07/1982 | Oakland, Stati Uniti d'America                 | Oakland Stadium                   |
| 20/07/1982 | Victoria, Canada                               |                                   |
| 21/07/1982 | Vancouver, Canada                              |                                   |
| 23/07/1982 | Edmonton, Canada                               | Kinsmen Fieldhouse                |
| 24/07/1982 | Calgary, Canada                                |                                   |
| 26/07/1982 | Regina, Canada                                 |                                   |
| 27/07/1982 | Winnipeg, Canada                               |                                   |
| 28/07/1982 | Fargo (Dakota del Nord), Stati Uniti d'America |                                   |
| 30/07/1982 | Minneapolis (Minnesota), Stati Uniti d'America |                                   |
| 31/07/1982 | Springfield (Illinois), Stati Uniti d'America  | Prairie Capital Convention Center |
| 01/08/1982 | Indianapolis (Indiana), Stati Uniti d'America  |                                   |
| 03/08/1982 | Cleveland (Ohio), Stati Uniti d'America        | Richfield Coliseum                |
| 04/08/1982 | Columbus (Ohio), Stati Uniti d'America         | Ohio Center                       |

### The Beast On The Road North America Tour (agosto 1982)
| Data       | Città                                     | Luogo         |
| ---------- | ----------------------------------------- | ------------- |
| 05/08/1982 | Chicago (Illinois), Stati Uniti d'America | Comiskey Park |

### Scorpions - Blackout North America Tour (agosto 1982)
| Data       | Città                                         | Luogo                 |
| ---------- | --------------------------------------------- | --------------------- |
| 06/08/1982 | Louisville (Kentucky), Stati Uniti d'America  |                       |
| 07/08/1982 | Toledo (Ohio), Stati Uniti d'America          | Sports Arena          |
| 08/08/1982 | Memphis (Tennessee), Stati Uniti d'America    | North Hall Auditorium |
| 10/08/1982 | Beaumont (Texas), Stati Uniti d'America       |                       |
| 11/08/1982 | Corpus Christi (Texas), Stati Uniti d'America |                       |
| 13/08/1982 | Houston (Texas), Stati Uniti d'America        | The Summit            |
| 14/08/1982 | Dallas (Texas), Stati Uniti d'America         |                       |
| 16/08/1982 | San Antonio (Texas), Stati Uniti d'America    | Hemisphere Arena      |
| 17/08/1982 | Odessa (Texas), Stati Uniti d'America         |                       |
| 18/08/1982 | El Paso (Texas), Stati Uniti d'America        |                       |

### The Beast On The Road Europe Tour (agosto 1982)
| Data       | Città                   | Luogo             |
| ---------- | ----------------------- | ----------------- |
| 25/08/1982 | Chippenham, Inghilterra | Gold Diggers Club |
| 26/08/1982 | Poole, Inghilterra      | Arts Centre       |
| 28/08/1982 | Reading, Inghilterra    | Reading Festival  |

### Scorpions - Blackout North America Tour (settembre 1982)
| Data       | Città                                          | Luogo               |
| ---------- | ---------------------------------------------- | ------------------- |
| 01/09/1982 | Long Beach (California), Stati Uniti d'America | Long Beach Arena    |
| 03/09/1982 | Sacramento (California), Stati Uniti d'America | Memorial Auditorium |
| 04/09/1982 | Oakland (California), Stati Uniti d'America    | Oakland Coliseum    |
| 05/09/1982 | Reno (Nevada), Stati Uniti d'America           |                     |
| 07/09/1982 | Boise (Idaho), Stati Uniti d'America           |                     |
| 09/09/1982 | Seattle (Washington), Stati Uniti d'America    | Coliseum            |
| 11/09/1982 | Portland (Oregon), Stati Uniti d'America       |                     |
| 12/09/1982 | Portland (Oregon), Stati Uniti d'America       |                     |

### Judas Priest - Screaming For Vengeance US Tour (settembre/ottobre 1982)
| Data       | Città                                               | Luogo                  |
| ---------- | --------------------------------------------------- | ---------------------- |
| 14/09/1982 | Saint Louis (Missouri), Stati Uniti d'America       | Kiel Auditorium        |
| 15/09/1982 | Kansas City (Missouri), Stati Uniti d'America       | Municipal Auditorium   |
| 16/09/1982 | Lincoln (Nebraska), Stati Uniti d'America           |                        |
| 17/09/1982 | Minneapolis (Minnesota), Stati Uniti d'America      | Metro Center           |
| 19/09/1982 | Rockford (Illinois), Stati Uniti d'America          |                        |
| 21/09/1982 | Chicago (Illinois), Stati Uniti d'America           | Rosemont Horizon       |
| 22/09/1982 | Cleveland (Ohio), Stati Uniti d'America             | Richfield Coliseum     |
| 23/09/1982 | Trotwood (Ohio), Stati Uniti d'America              | Hara Arena             |
| 25/09/1982 | Detroit (Michigan), Stati Uniti d'America           | Cobo Hall              |
| 26/09/1982 | Kalamazoo (Michigan), Stati Uniti d'America         | Wings Stadium          |
| 28/09/1982 | Huntington (Indiana), Stati Uniti d'America         |                        |
| 29/09/1982 | Columbus (Ohio), Stati Uniti d'America              | Ohio Center            |
| 01/10/1982 | Worcester (Massachusetts), Stati Uniti d'America    | The Centrum            |
| 02/10/1982 | New York, Stati Uniti d'America                     | Madison Square Gardens |
| 03/10/1982 | Harrisburg (Pennsylvania), Stati Uniti d'America    | City Island            |
| 06/10/1982 | Portland (Maine), Stati Uniti d'America             | Civic Center           |
| 07/10/1982 | Providence (Rhode Island), Stati Uniti d'America    | Civic Center           |
| 08/10/1982 | Glens Falls (New York), Stati Uniti d'America       | Civic Center           |
| 09/10/1982 | New Haven (Connecticut), Stati Uniti d'America      | New Haven Coliseum     |
| 11/10/1982 | Binghamton, Stati Uniti d'America                   | Broom County Arena     |
| 12/10/1982 | Filadelfia, Stati Uniti d'America                   | The Spectrum           |
| 13/10/1982 | Pittsburgh (Pennsylvania), Stati Uniti d'America    | Civic Arena            |
| 15/10/1982 | Buffalo (New York), Stati Uniti d'America           | Memorial Auditorium    |
| 16/10/1982 | Syracuse (New York), Stati Uniti d'America          | Onondaga War Memorial  |
| 17/10/1982 | Landover (Maryland), Stati Uniti d'America          | Capitol Center         |
| 19/10/1982 | Baltimora (Maryland), Stati Uniti d'America         | Civic Center           |
| 20/10/1982 | Salisbury (Maryland), Stati Uniti d'America         | Civic Center           |
| 21/10/1982 | Norfolk (Virginia), Stati Uniti d'America           |                        |
| 22/10/1982 | East Rutherford (New Jersey), Stati Uniti d'America | Brendan Byrne Arena    |
| 23/10/1982 | Rochester (New York), Stati Uniti d'America         | War Memorial           |

### The Beast On The Road Australia Tour (novembre 1982)
| Data       | Città     | Luogo              |
| ---------- | --------- | ------------------ |
| 07/11/1982 | Sydney    |                    |
| 08/11/1982 | Sydney    |                    |
| 09/11/1982 | Newcastle |                    |
| 12/11/1982 | Adelaide  | Adelaide Town Hall |
| 14/11/1982 | Melbourne | Palais Theatre     |
| 15/11/1982 | Melbourne | Palais Theatre     |
| 16/11/1982 | Brisbane  |                    |
| 19/11/1982 | Canberra  |                    |
| 20/11/1982 | Sydney    |                    |
| 21/11/1982 | Sydney    |                    |

### The Beast On The Road Japan Tour (novembre/dicembre 1982)
| Data       | Città   | Luogo                 |
| ---------- | ------- | --------------------- |
| 26/11/1982 | Tokyo   |                       |
| 27/11/1982 | Tokyo   | Nakano Sun Plaza Hall |
| 29/11/1982 | Osaka   | Festival Hall         |
| 30/11/1982 | Kyoto   |                       |
| 01/12/1982 | Nagoya  | City Kokaido          |
| 02/12/1982 | Tokyo   | Shibuya Public Hall   |
| 04/12/1982 | Tokyo   | Shibuya Public Hall   |
| 07/12/1982 | Sapporo |                       |
| 08/12/1982 | Sapporo |                       |
| 10/12/1982 | Niigata |                       |

## Scaletta
1. Intro
2. Murders in the Rue Morgue
3. Wrathchild
4. Run to the Hills
5. Children of the Damned
6. The Number of the Beast
7. Another Life
8. Killers
9. 22 Acacia Avenue
10. Total Eclipse
11. Drum solo
12. Transylvania
13. Guitar solo
14. The Prisoner
15. Hallowed Be Thy Name
16. Phantom of the Opera
17. Iron Maiden
18. Sanctuary
19. Drifter
20. Running Free
21. Prowler

## Formazione
- Bruce Dickinson - voce
- Dave Murray - chitarra
- Adrian Smith - chitarra, cori
- Steve Harris - basso, cori
- Clive Burr - batteria